# ColdFire

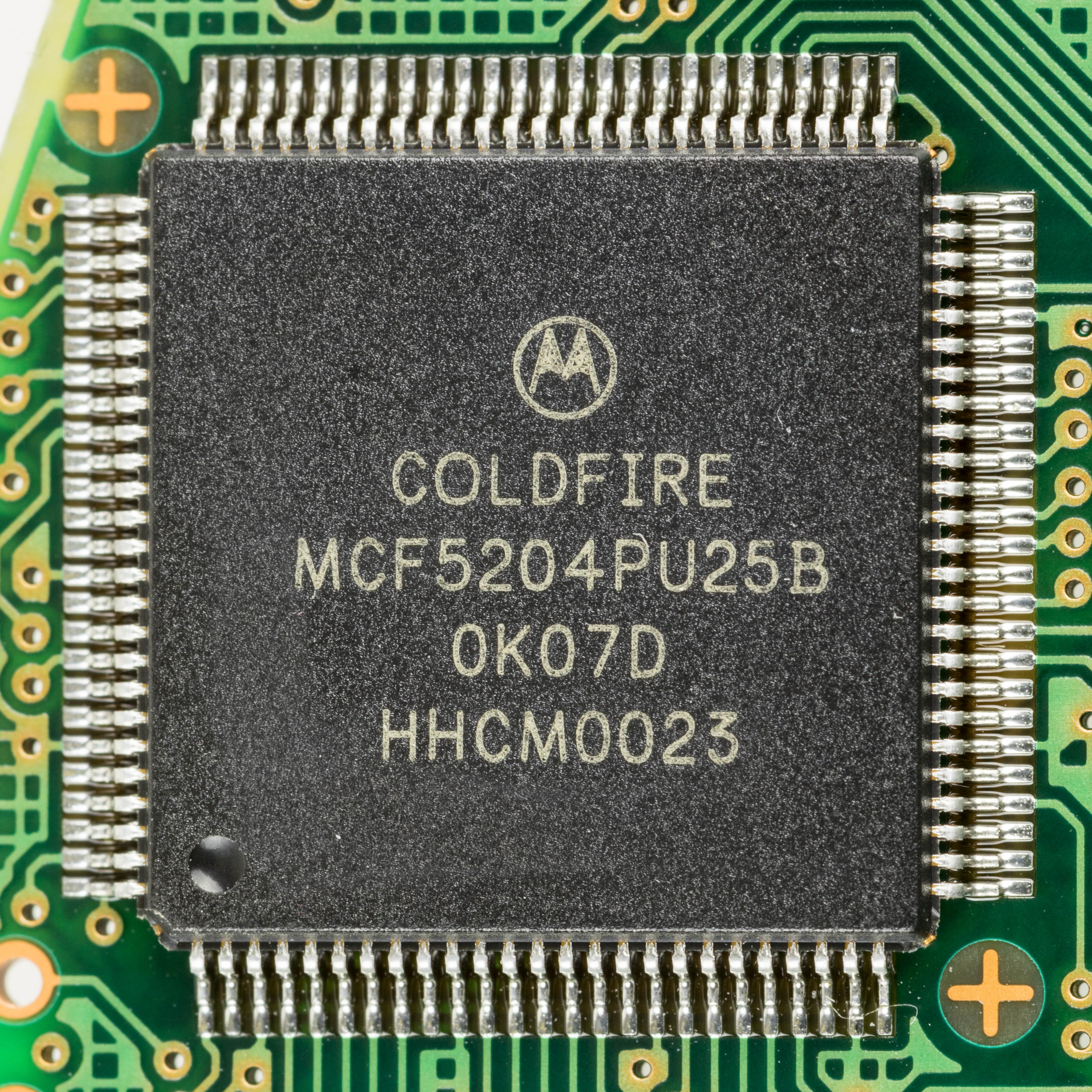
ColFire 5204

ColdFire(コールドファイア)は、モトローラが組み込みシステム向けに開発した68kアーキテクチャのマイクロプロセッサ。2004年以降はフリースケール・セミコンダクタ、2015年以降はNXPの製品である。

## 命令セット
ColdFireの命令セットはアセンブリ言語のソースレベルで68000と互換性があり(ベンダー提供の翻訳ソフトを使った場合)、オブジェクトコードレベルでは完全な互換ではない。従来の68000系CPUと比較すると、その命令セットの違いは、BCD演算命令など、あまり使われない命令を削除し、他の命令もアドレッシングモードが削減されている点である。これにより単純で低コストな命令デコーダを実現していると思われる。また、浮動小数点数はMC68881や68882のような80ビットではなく64ビットで表される。命令そのものも16ビット、32ビット、48ビットの3種類の長さであり、この点でも68000系より単純化されている。

## 種類
フリースケールから入手可能な ColdFire は次の5つのバージョンである。
- v1: 8ビットプロセッサからのマイグレーションのために作られた v2 のカットダウン版。2006年リリース。8ビットマイクロプロセッサ 68HC08 から容易に移行可能であり、ARM系のローエンドチップと競合する。
- v2: オリジナルのColdFireであり、1994年リリース。命令パイプラインは1本で、MMUもFPUもない。積和演算命令を持つバージョンもある。
- v3: MAC（積和演算ユニット）が追加された。
- v4: 限定的なスーパースケーラ・コア
- v4e（または eV4）: v4 の拡張版で、2000年リリース。MMUとFPUを追加し、MAC を改良したバージョン。
- v5: 完全なスーパースケーラ・コア

Debianプロジェクトは m68k ポートでの ColdFire サポートを行おうとしていた（ColdFire ならMC68060以上の性能が期待できるため）。ColdFire のクロック周波数は300MHz程度であり、真の68000系CPUで最も高速な 75MHz の MC68060 に負けない。ePipe や SnapGear といったネットワーク・セキュリティ機器でColdFireプロセッサを採用している。Linuxの動作するワンボードマイコンもあり、中にはコンパクトフラッシュサイズのものもある。
2007年、ColdFire クローン Fido 1100 がリリースされた。これは ColdFire をベースにした実行時間の予測可能な組み込みシステム向けのマイクロコントローラである。ただし、命令セットが68kに準拠しているだけで、アーキテクチャは独自である。
2006年11月、フリースケールはColdFireをIPコアとして IPextreme Inc. を通してライセンス供与開始することを発表した。ColdFire v1 コアは、アルテラのFPGA Cyclone-III 上でフリーライセンスで利用できる（ロイヤリティも徴収しない）。
2007年9月、フリースケールは ColdFire コアを使ったマイクロコントローラ Flexis ファミリをリリースした。
2010年6月、フリースケールは Coldfire V1 コアと 90nm TFS（薄膜ストレージ）技術を組合わせた ColdFire+ を発表した。